# 可測試性
可測試性是科學以及科學方法、實驗假说的一種性質，包括二個方面：
1. 在邏輯上的性質，包括偶然性、可廢止性（英语：defeasibility）或是可证伪性，也就是說邏輯上此假说是有可能出現反例。
2. 在實務上的性質，意思是指若存在反例，而且反例有再現性（英语：reproducibility）。

簡單來說，若假说有可測試性，表示實際上有可能可以根據結果判斷假说的正確與否。因此任何人都可以用數據來支持或证伪某理論。不過實驗數據的詮釋可能無說服力，也可能是詮釋還有不确定性。哲學家卡尔·波普尔提出此概念，認為科學知識有可证伪性的特性，在《The Logic of Scientific Discovery》上發表。